# 錢大鈞
錢大鈞（1893年6月14日—1982年7月21日），字慕尹，江蘇吳縣正仪乡（现昆山市巴城镇）雅泾村人，中華民國陸軍二級上將，青天白日勳章獲勳者。錢大鈞為國民革命軍創立時的核心人物之一，為孫中山組織軍隊時的參謀，同時也是蔣中正的核心幕僚之一。

## 生平

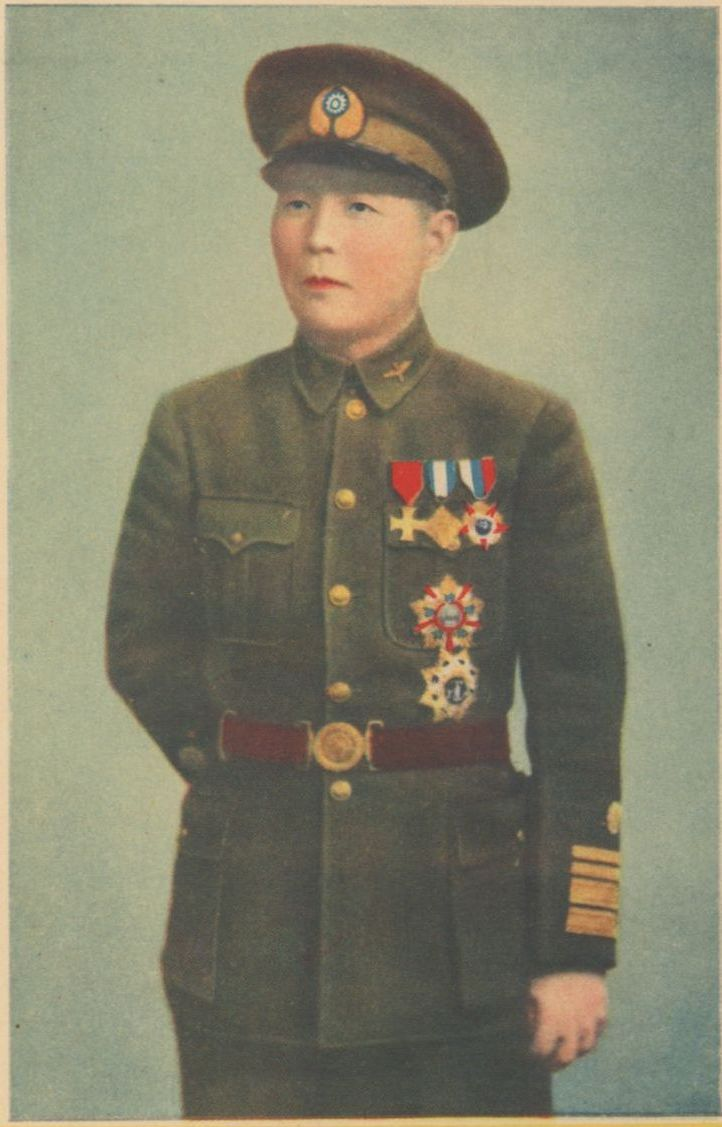
中國空軍抗戰史畫插圖

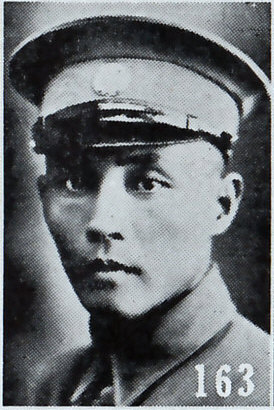
錢大鈞

錢大鈞的父親以經商維生，祖父钱伯熊是清朝貢生。錢大鈞4歲時舉家遷至蘇州，6歲開始在私塾就學，9歲入蘇州英華學校（現蘇州市第十六中學）就讀，后又转入新创立的初等小学。1903年考入苏州长洲高等小学堂。錢大鈞的父親在1906年過世后家道中落，他一度中断学业随次兄去上海经商。不久重新进入长洲高等小学堂复读。16歲時（1909年）得到保薦進入江蘇陸軍小學堂第四期，武昌起義爆發後，離校參加革命軍作戰，中華民國成立後復學，1912年完成3年軍事教育，開始其軍旅生涯。
1913年二次革命爆發時，錢大鈞參加鈕永建所組織的敢死隊，兵敗後逃回故鄉避居。在1914年得到紐永健的舉薦資助到日本東京留學，在日本時於殷汝驪創辦的革命派軍事學校「浩然廬（浩然學社）」學習，並在日本與孫中山見面，並加入中華革命黨。民國三年年底返國，考入位在武昌的陸軍第三預備學校（前陸軍第三中學堂），後在學校因反袁世凱活動而被通緝逃至上海，在上海時期曾再度協助紐永健訓練新軍。民國五年（1916年）袁世凱病死後，錢大鈞的通緝被撤銷，得以回到預備學校完成學業，並在同年底完成學業，升入保定陸軍軍官學校第五期炮兵科。
錢大鈞還未正式入學保定軍校之前，即在民國五年11月得到紐永健保薦保送日本留學。抵達日本後先是在東京振武學校進行預備教育，並在日本陸軍炮兵單位短暫實習。民國六年（1917年）6月正式進入日本陸軍士官學校，為中國隊第十二期炮兵科生，在該校完成2年學習後在民國八年（1919年）畢業返國。回國後與同盟會元老歐陽耀如長女歐陽藻麗成婚。返國後，錢大鈞進入保定軍校就職，為軍校第八期炮兵科第四隊分隊長，後又任第九期炮兵科炮兵隊隊長。
孫中山在民國十年（1921年）被流亡廣東的舊國會議員推舉為中華民國非常大總統，錢大鈞決定辭職南下廣東投效孫中山，錢大鈞抵達廣東後加入粵軍，為粵軍第一師（師長鄧鏗）司令部參謀，後轉任粵軍第二師（師長許崇智）中校參謀。在民國十三年（1924年）孫中山決定創設黃埔軍校，錢大鈞為校務籌備的核心人物之一，後續任黃埔軍校運作的重要幹部，黃埔軍校開辦前，錢大鈞為入學試驗委員會委員。5月黃埔軍校開學後，轉任第一期中校兵器教官，11月2日升任黃埔軍校教導第一團團長、黃埔軍校代理總教官（11月20日）、黃埔軍校參謀處處長（12月9日）。
民國十四年（1925年）2月國民革命軍東征，錢大鈞在第一次東征的淡水戰鬥後替換指揮能力不佳的王柏齡成為黃埔軍校教導團第二團團長，後在擊潰林虎的救粵軍建有戰功。第一次東征結束後，錢大鈞返回黃埔軍校籌組教導第三團，轉任教導第三團團長，並投入殲滅廣州國民政府的滇系與桂系軍隊之任務。在10月爆發的第二次東征戰役中教導第三團只作為側翼支援部隊，未投入戰鬥最為激烈的惠州城攻城戰。第二次東征結束後，錢大鈞在民國十五年（1926年）1月升任國民革命軍第一軍第一師（師長何應欽）副師長兼司令部參謀長。何應欽在升任軍長後將師長職務交付錢大鈞，在2月即調職為第2師師長，3月又調為第一軍第20師（前黃埔軍校教導師）中將師長。在國民革命軍北伐時，20師作為根據地的防禦任務駐防廣州，錢大鈞因此兼任了廣州警備司令部司令、廣州市公安局局長、廣州戒嚴司令。
中國國民黨清黨期間，錢大鈞負責廣東省的清黨指揮任務，並派軍截堵南昌暴動失敗後南竄的中國共產黨紅軍。民國十六年（1927）9月26日，20師吸收投降的北洋軍殘部，與國民革命軍新編第1師合組成立國民革命軍第三十二軍，錢大鈞任中將軍長，三十二軍在民國十七（1928）年1月北調，錢大鈞轉任江蘇省政府委員兼淞滬警備司令部司令（4月）、江南剿匪司令（6月）。同年8月國民革命軍開始進行編遣，三十二軍縮編改變番號為國民革命軍第3師，錢大鈞仍續任中將師長一職。
民國十八年（1929）1月7日，錢大鈞因「師內高級軍官擅離職守」之罪名遭到撤職，第3師師長由陳繼承接任，錢大鈞轉調為國民革命軍總司令部總參議，參加了蔣桂戰爭中南京政府的用兵參謀職務。3月轉任國民革命軍編遣委員會中央編遣區辦事處委員，任務是負責整編原先新桂系的第四集團軍下轄隨營軍官學校。該教育單位後改名為中央陸軍軍官學校武漢分校，錢大鈞兼任該分校教育長，並將該分校學生比照中央軍校第7期畢業資格編入部隊服役。錢大鈞隨後繼續以該校編制招收中央軍校第8期生任務。
民國十九年（1930年）3月，以武漢分校畢業生與部分學生為核心成立國民革命軍教導第3師，錢大鈞擔任師長，投入中原大戰，教導第3師在中原大戰勝利後于1930年11月28日改制為國民革命軍第14師。由于该师在鄂北广水、花园及湘北岳阳、云溪各地与红军作战时，被消灭了两个团，故蒋介石决定将该师交给第11师师长陈诚整顿。1931年1月13日，國民革命軍第14師与國民革命軍第11師合编为第十八军，钱大钧调任漢口要塞司令部司令，由陈诚任军长兼第十四师师长。然而14師下屬團營長在整編過程中不服陳誠指揮，使得陳誠最後撤換了14師的主要軍官幹部。
漢口要塞司令任內，錢大鈞整編該要塞部隊，漢口要塞於民國二十一年（1932年）撤編，所屬部隊在1931年12月29日改編為國民革命軍第89師，錢大鈞擔任師長，下轄步兵265旅（旅長張雪中）、步兵267旅（旅長袁守謙）。1932年3月1日，中央軍校武漢分校廢校，所屬教官轉移至南京本校，尚就學的學生編入南京中央軍校第八期第二總隊。1932年6月，錢大鈞兼任軍事委員會南昌行營辦公廳主任，第89師與第88師（師長孫元良）、第4師合組國民革命軍第十三軍，錢大鈞升任軍長，89師師長由湯恩伯接任，並投入對鄂豫皖革命根據地中國共產黨部隊的戰爭。
民國二十二年（1933）1月，錢大鈞卸任十三軍軍長，轉任軍事委員會保定行營主任兼军政部陸軍編練處主任，旅長由湯恩伯接任，基本上此後錢大鈞即脫離野戰指揮體系，並未建立依附其晉升之中央軍內部派系。1933年8月兼軍事委員會北平分會委員，曾參與長城戰役期間與日本方面的外交交涉任務。1933年12月，军政部陸軍編練處组建军事委员会补充第一旅，旅长为黄埔三期王耀武。 
民國二十三年（1934）1月，轉任鄂豫皖三省剿匪總司令參謀長，作為監視張學良與東北軍殘軍的任務。
民國二十四年（1935）4月4日，正式敘階為國民革命軍陸軍中將。10月轉任軍事委員會委員長侍從室第一處主任兼侍衛長，協助蔣中正處理軍機事務。
民國二十五年（1936）兩廣事件中，錢大鈞作為蔣中正代理人攏絡到余漢謀，促成陳濟棠在廣東勢力的倒台。西安事變中，錢大鈞在指揮衛隊時背部遭到槍傷，民國二十六年2月傷癒歸建，續任侍從室主任兼侍衛長，後升任軍事委員會辦公廳代理主任。
1938年2月，錢大鈞兼任航空委員會委員，後轉任航空委員會辦公廳主任兼人事處長，執掌空軍作戰。錢大鈞轉任航空委員會是作為蔣中正核心參謀之因素，本身對空軍為完全外行，因此在調職後與蘇聯駐中國軍事顧問團空軍顧問帕維爾·費奧多羅維奇·日加列夫處學習空軍相關知識，並批准在同年5月之人道遠征作戰。11月，作為蔣中正的代理人身分調查文夕大火責任歸屬。1938年底，得到航空委員會代理委員長宋子文同意為航委會高階人員提撥過節津貼。此津貼因分配問題引發內部流言，因此國民政府軍事委員會調查統計局開始介入調查。
民國二十八年（1939）4月8日，軍事委員會調查統計局局長賀耀組及副局長戴笠聯名将此事報告蒋介石。5月24日，蔣中正以「航空委員會主任錢大鈞，貪財如命，欺上舞弊，著即免職，交軍法執行總監依法懲罪。」下令將錢大鈞撤職並由軍事法庭審理，為「錢大鈞領取特別費案」。軍事法庭調閱相關檔案後確定宋子文確實曾允諾核撥，因此至多是行政缺失，並不構成貪汙，此案最後不了了之。該案的審判官、軍令部長徐永昌認為：“實則錢所犯僅蒙蔽或是取巧一項”。不過蔣中正因此案將錢大鈞冷凍了2年。
民國三十年（1941）7月，錢大鈞得到何應欽保薦復出，出任軍事委員會運輸統制局參謀長，不久改任秘書長，1942年6月跟隨何應欽轉任國民政府軍政部政務次長。1944年11月底，由於軍政部部長由陳誠接任，蔣中正權衡不能讓輩分較低的陳誠去指揮在軍校期間即為炮兵隊隊長的錢大鈞，因此又將錢大鈞調回軍事委員會委員長侍從室第一處主任，兼任軍事委員會調查統計局局長。1945年5月，当选为国民党第六届中央执行委员会委员。
抗戰勝利后，擔任上海特別市市長一職，兼任淞滬警備司令，其市長任至民國三十五年（1946年）5月離職。钱大钧貪財，当时上海的报纸故意把钱大钧接收上海排错成“钩大钱劫收上海”。1949年錢大鈞先是遷居香港，在民國三十九年（1950年）2月轉往台灣。
錢大鈞到臺灣後基本上已不涉入軍事事務，在軍方的職務僅有光復大陸設計委員會委員、總統府戰略顧問等虛職。最後與軍職相關的事務是處理孫立人兵變案時擔任軍事法庭庭長。
臺灣期間，錢大鈞主要工作是推廣足球與田徑運動等項目，擔任過臺灣省體育總會足球協會主任委員、中華全國足球委員會首席顧問、中華民國田徑協會名譽會長等。民國四十九年（1960）擔任遠東旅行社董事長，民國五十二年（1963）6月擔任中華航空公司董事長，後轉任該公司名譽董事長（1968年）。
在國民黨黨務中，錢大鈞任國民黨中央紀律委員會委員、中央評議委員。
除了運動推廣，錢大鈞的嗜好還有書法，擅長鐘鼎篆體。曾為圓山大飯店提詞，圓山飯店之匾額據信為其墨寶。此外其以鐘鼎篆體抄寫金剛經全文，目前蒐藏於國立歷史博物館。
1982年7月21日因肝癌在台北三軍總醫院病逝，享年90歲。

## 家庭
钱大钧娶欧阳藻丽、欧阳生丽两夫人，是亲姐妹，因此有“渔色”的名声。

## 履历

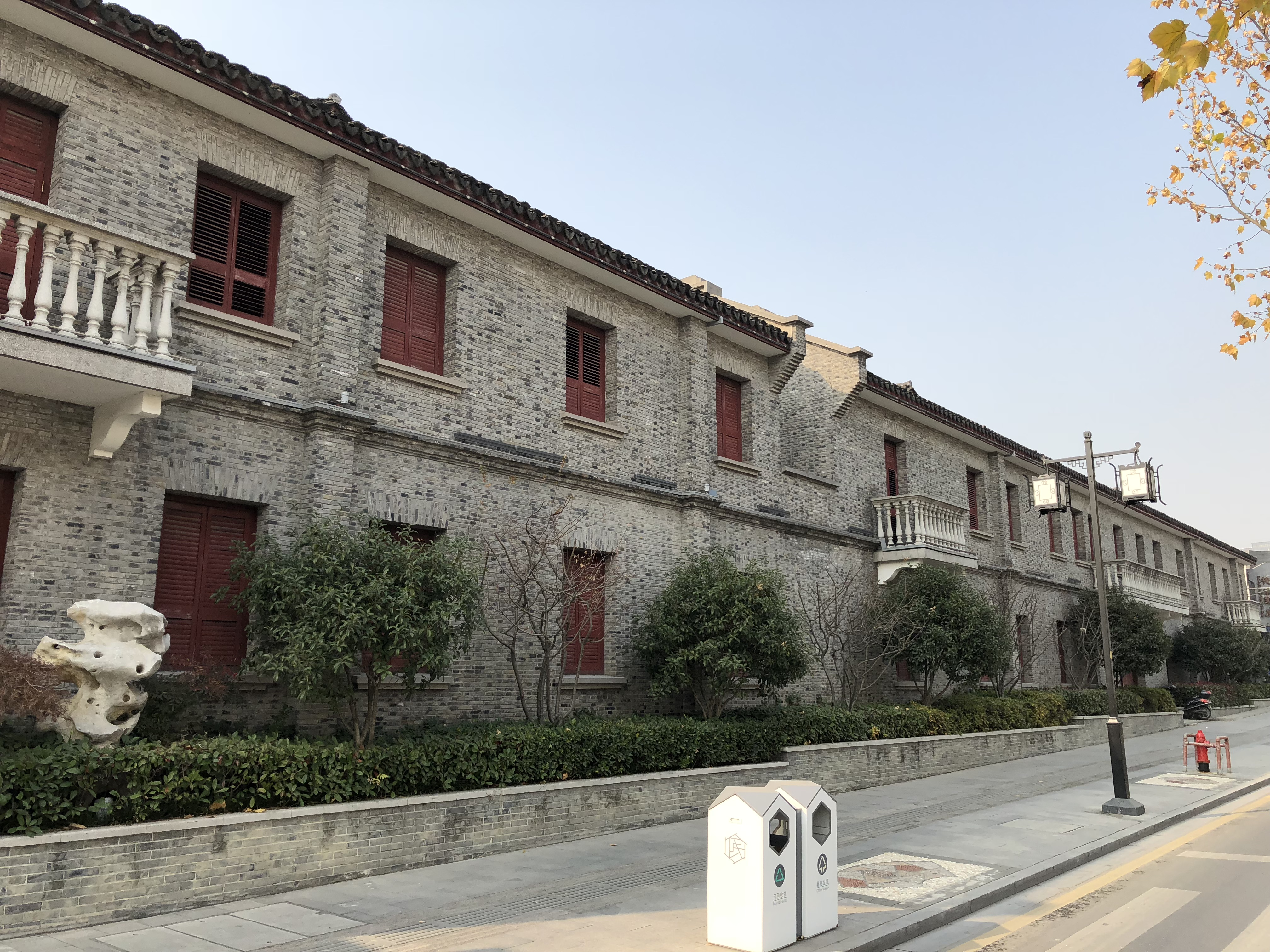
苏州钱大钧故居

- 黃埔軍校參謀處處長
- 國民革命軍第1師參謀長
- 國民革命軍第20師師長
- 廣州警備司令
- 新編第1師師長
- 第32軍軍長
- 第3師師長
- 總司令部總參議
- 中央軍校武漢分校教育長
- 第14師師長
- 武漢要塞司令
- 第89師師長
- 第13軍軍長
- 豫鄂皖剿匪總司令部參謀長
- 軍事委員會委員長侍從室第一處主任
- 航空委員會秘書長、參謀長、主任
- 運輸統制局參謀長、秘書長
- 軍政部政務次長
- 上海市市長兼淞滬警備司令
- 重慶綏靖公署副主任
- 西南軍政副長官
- 中華民國總統府戰略顧問

## 荣誉
- 一等景星勋章（1945年11月1日批准[4]）